# 湄公河半海鯰
湄公河半海鯰為輻鰭魚綱鯰形目海鯰科的其中一種，分布於亞洲湄公河流域，體長可達80公分，棲息在大型溪流下游、河口區，屬肉食性，以貝類及小魚為食。

## 擴展閱讀
維基物種上的相關：湄公河半海鯰